# エズラ・ラクリン
エズラ・ラクリン（Ezra Rachlin, 1915年12月5日 - 1995年1月21日）は、アメリカの指揮者、ピアノ奏者。

## 人物・来歴
ハリウッドの生まれ。幼少期からピアノに興味を持ち、5歳でピアノ・リサイタルを開くまでに上達した。その後しばらくベルリンに行って勉学の傍らで演奏会を開き、12歳の時に帰国している。帰国後はレオポルド・ゴドフスキーとヨゼフ・レヴィーンの下で研鑽を積み、13歳のときにはゴドフスキーの紹介でカーティス音楽院のヨゼフ・ホフマンのクラスに編入した。また、指揮法をフリッツ・ライナーに学んだ。1937年にはセルゲイ・ラフマニノフのピアノ協奏曲第3番を携えてヨーロッパへの演奏旅行を行い、帰国後には母校カーティス音楽院の最年少の講師となった。また、フランクリン・ルーズベルト大統領夫妻の招きでホワイトハウスでも演奏を行っている。
一方で、ジョージ・セルの勧めでフィラデルフィア・オペラ・カンパニーを指揮して指揮活動も行うようになり、1946年から1949年までラウリッツ・メルヒオール専属の指揮者兼伴奏者として彼のヨーロッパ演奏旅行に帯同した。1949年から1969年までテキサス州のオースティン交響楽団の音楽監督を務め、1965年から1971年までフォートワース交響楽団の音楽監督も兼任した。また、レオポルド・ストコフスキーがヒューストン交響楽団の首席指揮者を務めていた頃には、同オーケストラの首席客演指揮者として登場し、同オーケストラの夏のコンサート・シリーズの音楽監督を任された。1970年から1972年までオーストラリアのクイーンズランド交響楽団の首席指揮者を務めた後、イギリスに活動の拠点を移し、イギリス各地の主要オーケストラに客演を重ねた。
ロンドンにて死去した。